# 韓蜚聲

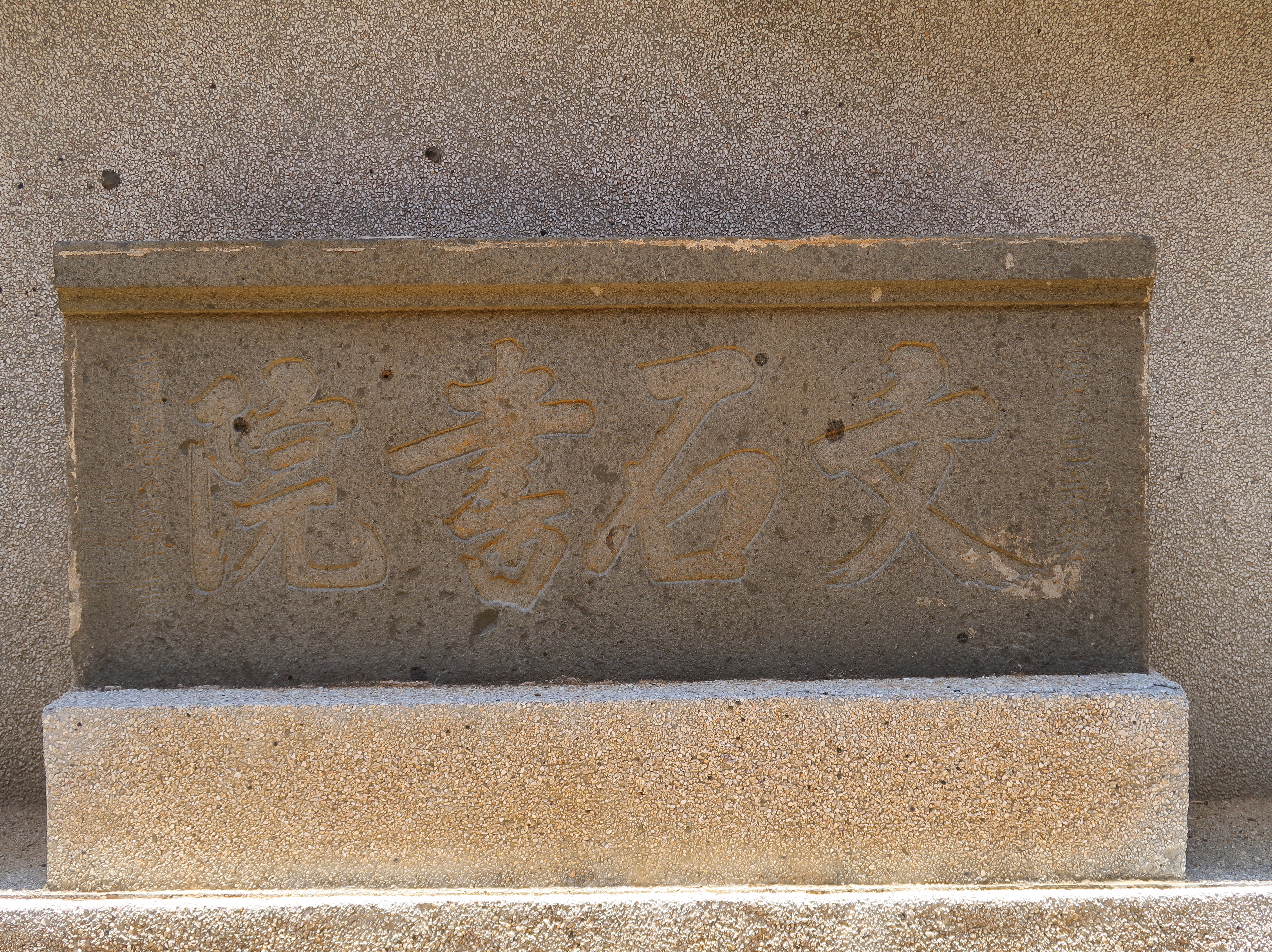
澎湖文石書院門額，由韓蜚聲所下款。

韓蜚聲（？—？），號鶴湖，江西鉛山人，監生。乾隆四十二年（1777年）順天鄉試中舉，挑取謄錄四庫館，授布政司理問。嘉慶二年（1797年）任臺灣府糧捕海防通判，於任內捐出薪水重修文石書院，並親自監督工程，後因積勞成疾卒於任內。澎湖人民感念其功績，因此將其與胡建偉及蔣鏞共同奉祀在文石書院內。